# ケネス・シュー
ケネス・シューは、中華民国出身で中国系アメリカ人の地質学者・地球科学者・作家である。

## 生涯
南京で生まれた。国立中央大学（現在の南京大学）で学んだ後、オハイオ州立大学、カリフォルニア大学ロサンジェルス校で学んだ。石油会社で働いた。多くの大学で教え、1963年から1994年の間、スイス連邦工科大学の教授を務めた。
ポピュラーサイエンスの著書に『地中海は沙漠だった グロマー・チャレンジャー号の航海』 (The Mediterranean was a Desert: A Voyage of the Glomar Challenger) などがあり、2002年にはモーツァルトの死を扱った著書 Amadeus And Magdalena を出版し、中国語に翻訳された。

## 受賞歴
- 1984年: ウィリアム・H・ツウェンホーフェル・メダル (William H. Twenhofel Medal) （堆積地質学会）
- 1984年: ウォラストン・メダル（ロンドン地質学会）
- 2001年: ペンローズ・メダル（アメリカ地質学会）

## 著書
- 『地球科学に革命を起こした船 : グローマー・チャレンジャー号』高柳洋吉 訳、東海大学出版会、1999年。ISBN 4-486-01460-X。
- 『地中海は沙漠だった : グロマー・チャレンジャー号の航海』岡田博有 訳、古今書院、2003年。ISBN 4-7722-5077-8。